# Catedral de Santa María (Cartagena)
La Catedral de Santa María fue sede de la diócesis de Cartagena, hasta su traslado a la ciudad de Murcia en el siglo XIII. Situada en el cerro de la Concepción, en pleno casco antiguo de Cartagena (España). 
Se encuentra en ruinas tras sufrir los embistes de la guerra civil española: con la destrucción completa de su cubierta tras los bombardeos del bando nacional en particular de la Legión Cóndor del ejército nazi y de la aviación italiana a partir del bombardeo de las 4 horas el 25 de noviembre de 1936 y a lo largo de los tres años en que la capital naval del Mediterráneo mantuvo su fidelidad a la Segunda República española.

## Historia

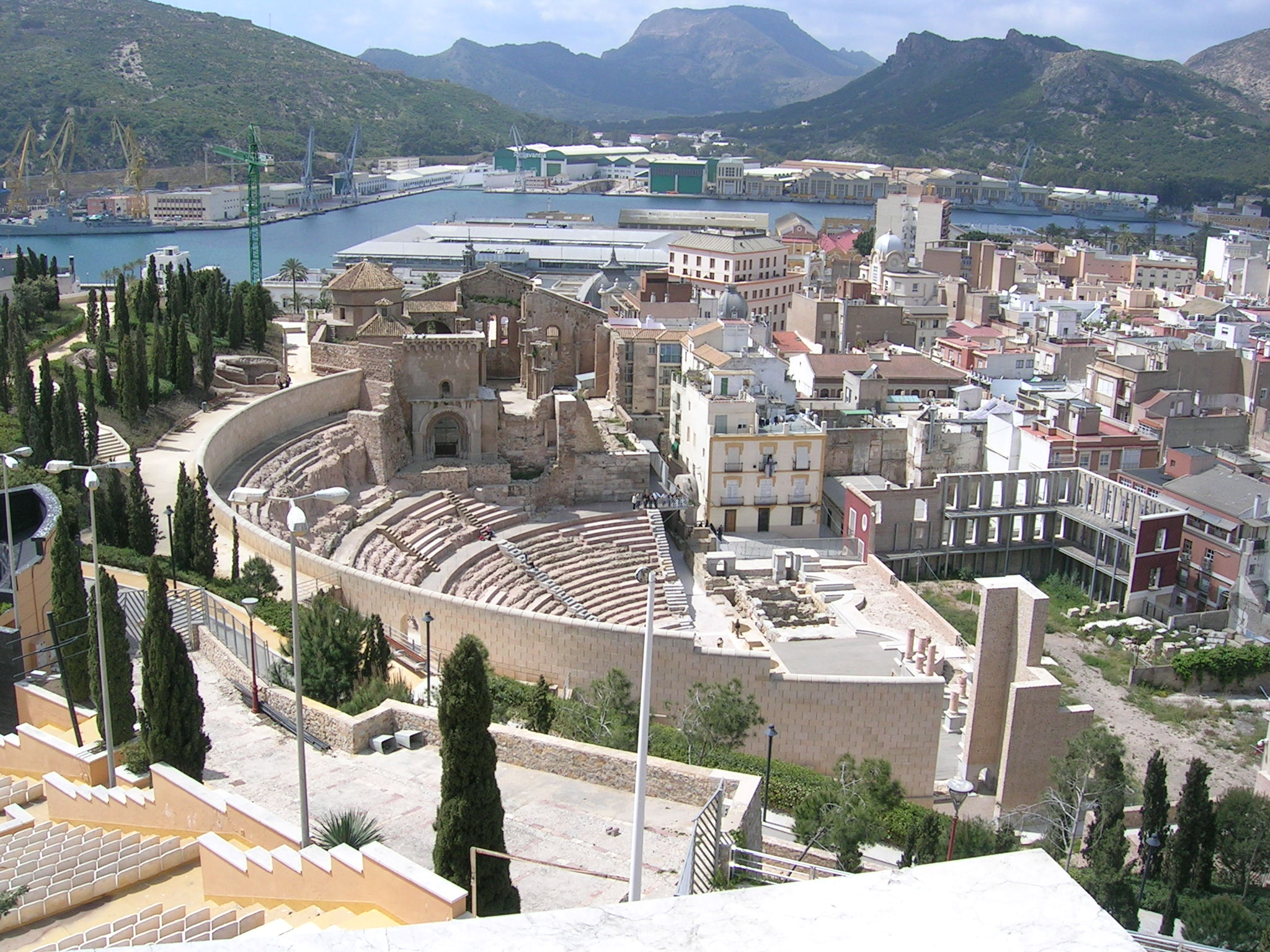
Teatro romano de Cartagena junto a las ruinas de la catedral y el puerto

Existe constancia histórica de la existencia de una diócesis en Cartagena por la presencia documental de un obispo de Cartagena, Héctor, quien asistió en 516 al Concilio de Tarragona, continuándose la presencia de obispos de esta sede en los sucesivos concilios de la iglesia visigoda. A pesar de la constancia de la existencia de la diócesis en tiempos anteriores a la dominación musulmana, no existe, hasta el momento, ningún resto arqueológico o documental sobre la existencia de una catedral del obispado de época bizantina o visigoda en la ciudad. 
En 1243, cuando el príncipe Alfonso emprende la campaña para conquistar el Reino de Murcia, solicita al papa Inocencio IV la restitución de la diócesis de Cartagena, que en los tiempos anteriores a la dominación musulmana había sido metropolitana y sede primada de la Iglesia de España, hasta su traslado a Toledo en el siglo VI, por la ocupación bizantina de la costa en el Mediterráneo.
En 1246 se materializa la reconquista de Cartagena y en 1248 el Papa encarga un estudio sobre los antecedentes de la diócesis, que concluye con la bula Spiritus exultante que, el 31 de julio de 1250, dicta en Roma el citado Papa comunicando a Fernando III de Castilla la restauración de la diócesis de Cartagena. El primer obispo de la nueva etapa de la diócesis sería el franciscano fray Pedro Gallego, confesor del propio príncipe Alfonso.
A pesar de que la ciudad había perdido parte de su importancia durante el dominio musulmán, se mantiene el recuerdo de la antigua diócesis de la Carthaginense, basado en la antigua provincia creada por Diocleciano. La restauración de la sede episcopal obedecía a los deseos del rey Alfonso X de restituir el antiguo orden romano y se enmarcaba en su política imperial y en sus deseos de ser coronado emperador del Sacro Imperio Romano Germánico. La sede por tanto, se restituye.
En los documentos medievales y renacentistas este templo aparece nombrado como "Iglesia Mayor" y sólo empieza a denominarse como "Catedral Vieja" a partir del siglo XVIII.
Hacia 1270, el rey Alfonso X el Sabio crea la orden militar de Santa María de España poniéndola bajo el patrocinio de una imagen medieval, la Virgen del Rosell y estableciendo su sede principal en un convento cisterciense de Cartagena, que podría ser este edificio.
Tras la muerte del obispo fray Pedro Gallego, se encarga de la dirección del episcopado, el electo García Martínez, (electo porque nunca llegó a ser consagrado obispo), quien decide, según el historiador Juan Torres Fontes, iniciar los trámites pertinentes para trasladar la capitalidad diocesana a la ciudad de Murcia, sin embargo, Torres Fontes no aporta información bibliográfica que verifique esta tesis.
Sería con el obispo Diego Martínez Magaz, con quien se haría efectivo el traslado de la capitalidad de la diócesis en el año 1291 con el consentimiento del rey Sancho IV, a pesar de ello se mantendría el nombre de la diócesis como Carthaginense, trasladando la sede episcopal y el cabildo a Murcia, donde el obispo residía de facto desde hacía tiempo. Actualmente existe controversia sobre si este traslado se efectuó con o sin autorización del Papa Nicolás IV.
El templo perdió su condición de catedral, y pasó a ser iglesia parroquial, quedando de su malograda historia el nombre de la diócesis.
El ayuntamiento de Cartagena nunca estuvo conforme con el traslado de la diócesis, y son frecuentes a lo largo de los siglos las continuas demandas a la Santa Sede para la restitución del obispado. Con este motivo, se inició en el siglo XVIII la construcción de la actual iglesia de Santa María de Gracia, un gran templo de forma y dimensiones catedralicias, y que se construyó con la pretensión de convertirse en sede del obispado carthaginensis debido al mal estado en que se encontraba el edificio de la primitiva catedral de Santa María.
En 1871 abandonó la catedral de Santa María el retablo de alabastro que adornaba alguna de las capillas laterales, como consecuencia de su donación por el Ayuntamiento a las colecciones del Museo Arqueológico Nacional de Madrid, inaugurado aquel mismo año.
En la actualidad, algunos sectores de la ciudad piden el retorno de la diócesis a la ciudad origen del obispado.

## El templo

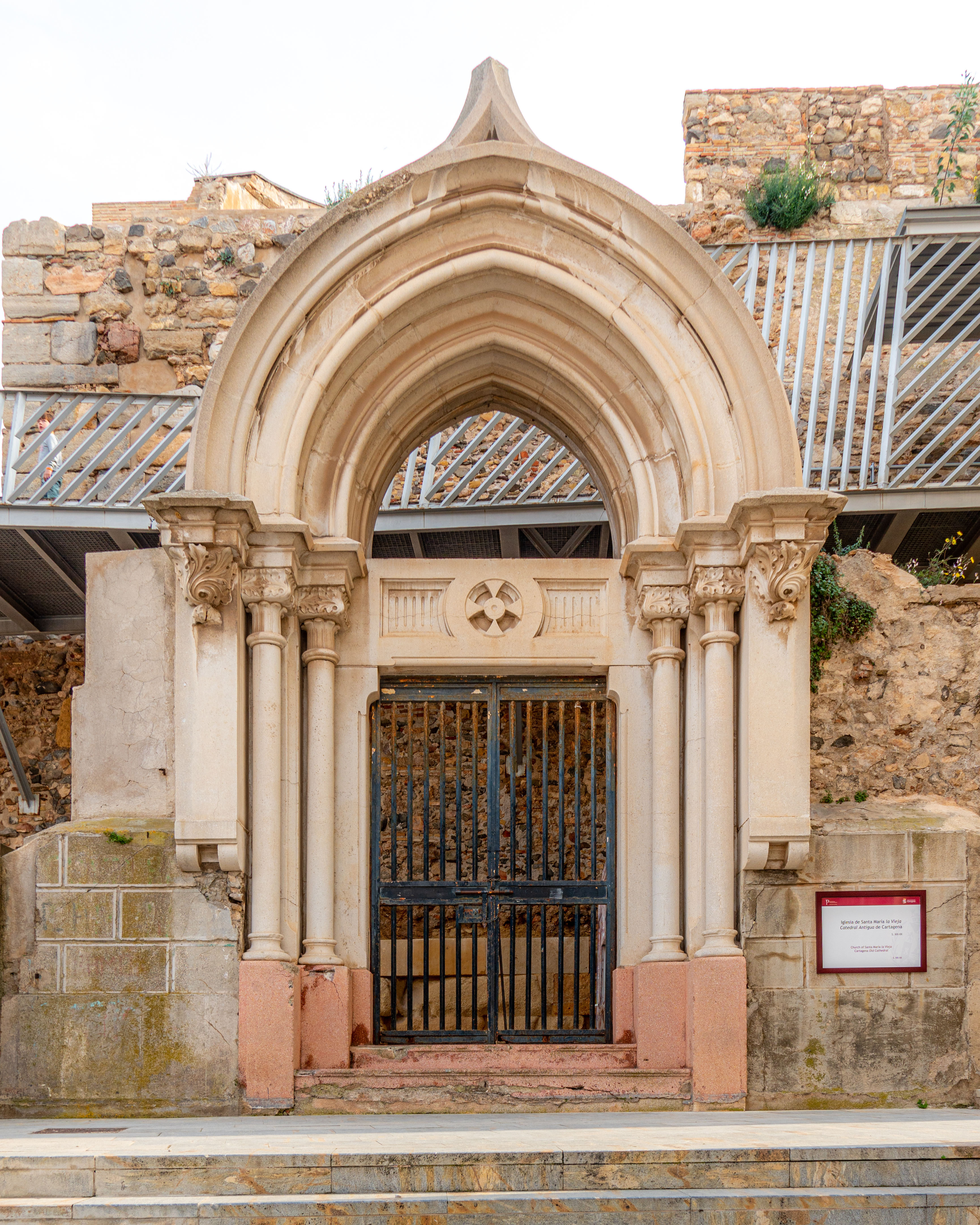
Puerta lateral de acceso a la catedral tras la restauración del teatro romano

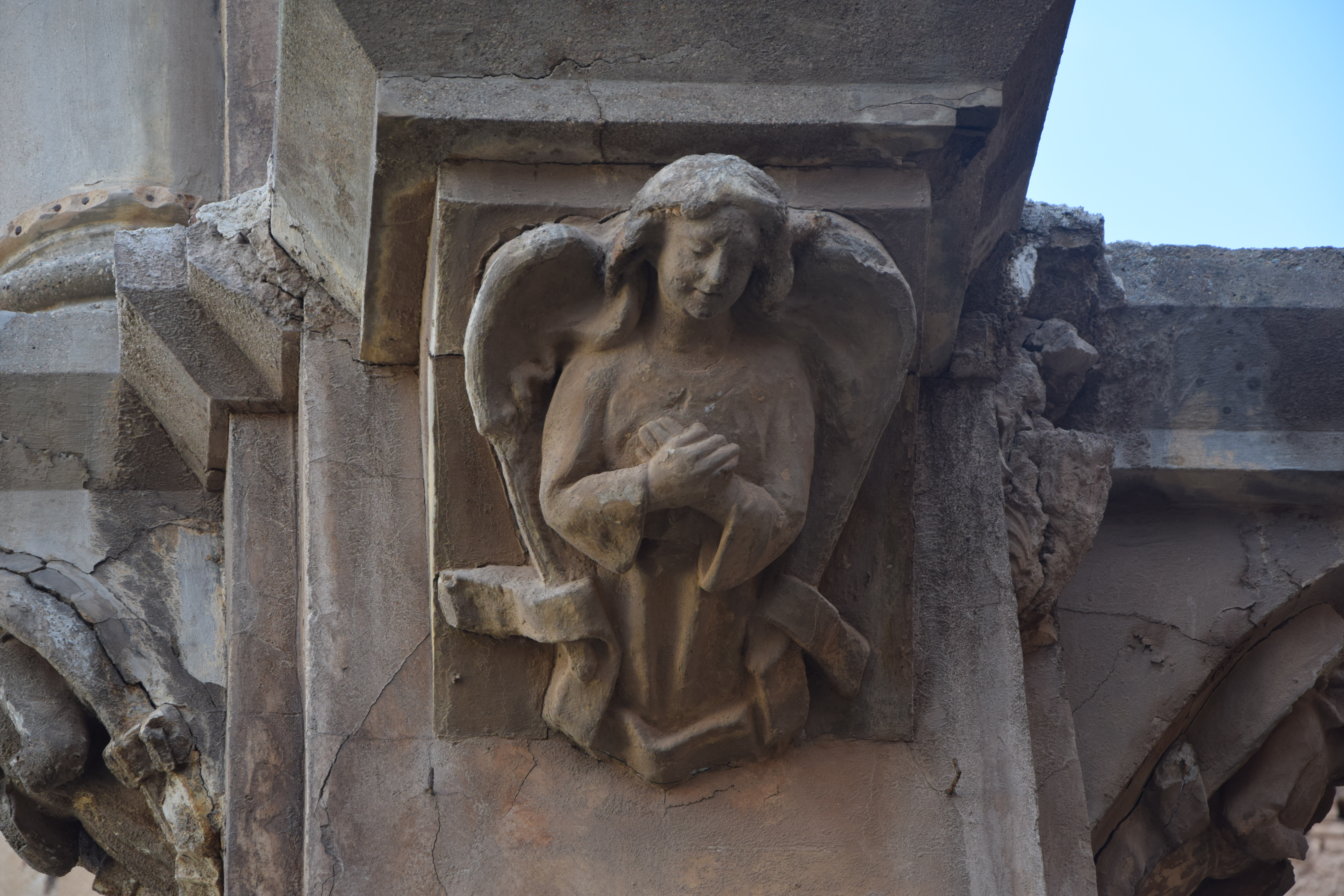
Detalle de una de las columnas

Se desconoce la fecha real de inicio de la construcción del primer edificio ya que los actuales restos visibles corresponden en su mayoría a una reconstrucción realizada a principios del siglo XX por el arquitecto modernista Víctor Beltrí. En la construcción actual se identifican numerosos materiales reaprovechados procedentes del edificio del teatro romano. Por algunos planos tardíos del siglo XVIII parece deducirse que el edificio anterior a la construcción de Beltrí se correspondía con las trazas de un templo de estilo gótico levantino, con la típica planta de salón de las iglesias catalanas.
Durante varios siglos, y hasta avanzado el XVIII, la iglesia de Nuestra Señora de la Asunción fue el único templo diocesano de la ciudad y, en consecuencia, la parroquia de Cartagena. Sufrió períodos de gran decadencia, debido a la nula colaboración del cabildo diocesano en el mantenimiento del templo.
A finales del siglo XIX la cimentación del templo falló y se hundió el ábside y casi todo el hastial norte. Se encargó la restauración al arquitecto Víctor Beltrí, en estilo neorrománico, con algunos elementos modernistas que, más que restaurar, construyó un nuevo templo, desfigurando completamente el edificio medieval. Durante las obras, fueron trasladadas con toda solemnidad sus imágenes de culto, así como el órgano y las campanas, a la iglesia de Santa María de Gracia, construida un siglo antes con pretensiones por parte del Concejo de que ocupara el lugar de la anterior tanto como parroquia como siendo eventual catedral en un ansiado retorno del titular de la diócesis a la ciudad que es sede de la misma.

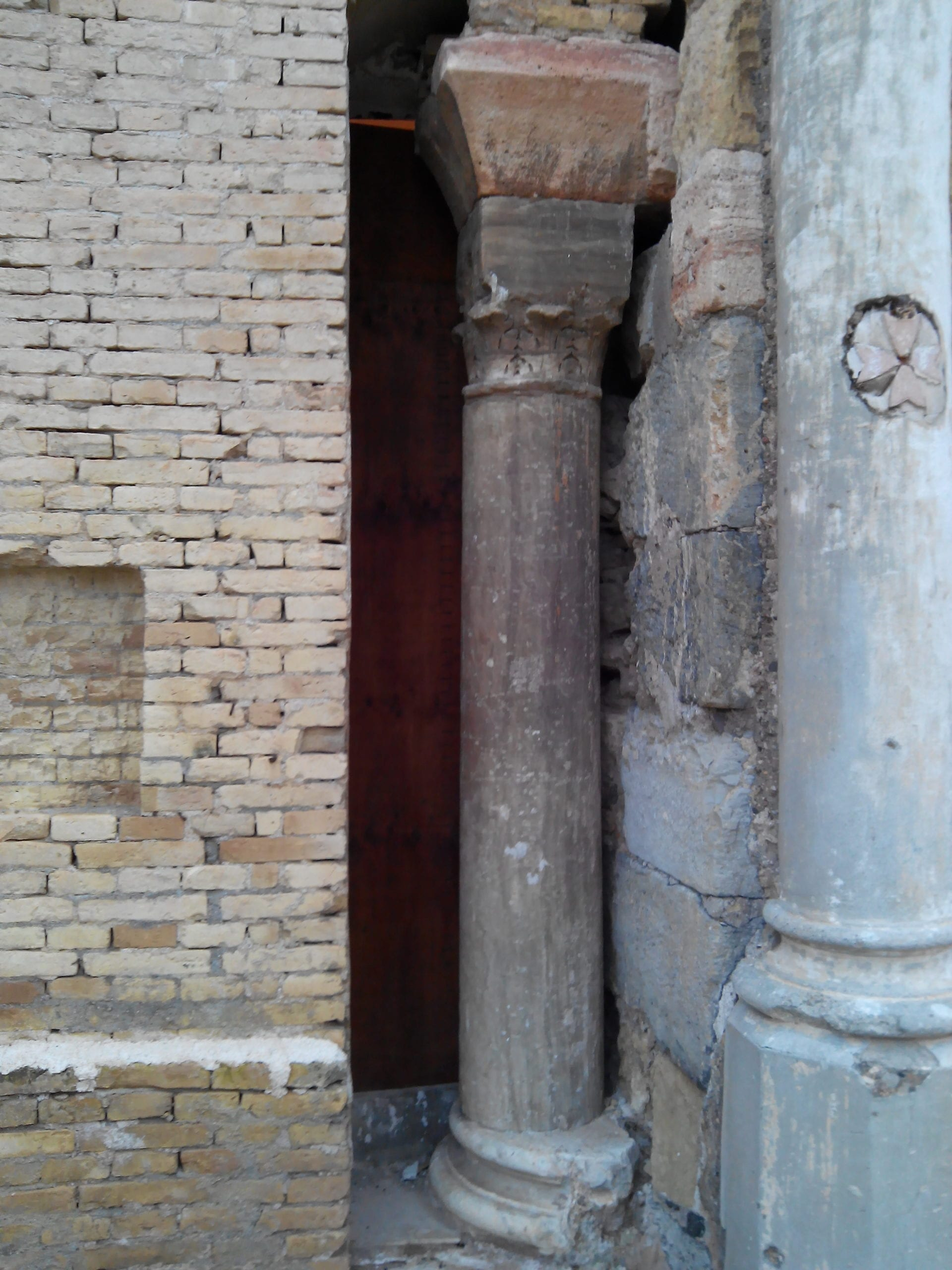
Columna reaprovechada del teatro romano

Durante las obras de restauración de Beltrí aparecieron diversos restos de época medieval que, a su vez, reutilizaban materiales del teatro romano. Entre estos restos, apareció lo que en su momento se denominó como 'columna bizantina', atribuyéndose estos elementos a una supuesta basílica bizantina preexistente de la que no existe ninguna constancia histórica. La atribución de los restos de esta columna a un edificio bizantino ha sido descartada por la arqueología actual.
La construcción estaba articulada en torno a tres naves, una central y dos laterales, éstas con capillas adosadas. La entrada era una pequeña puerta en la nave situada al sur, nave que también tenía una puerta junto al ábside, al otro extremo, que tenía mayores dimensiones y tenía la consideración de puerta principal. Contaba con una torre con campanario y junto a la catedral, al norte de la misma, existía una construcción anexa que formaba un todo con el conjunto y en la que residían los clérigos.

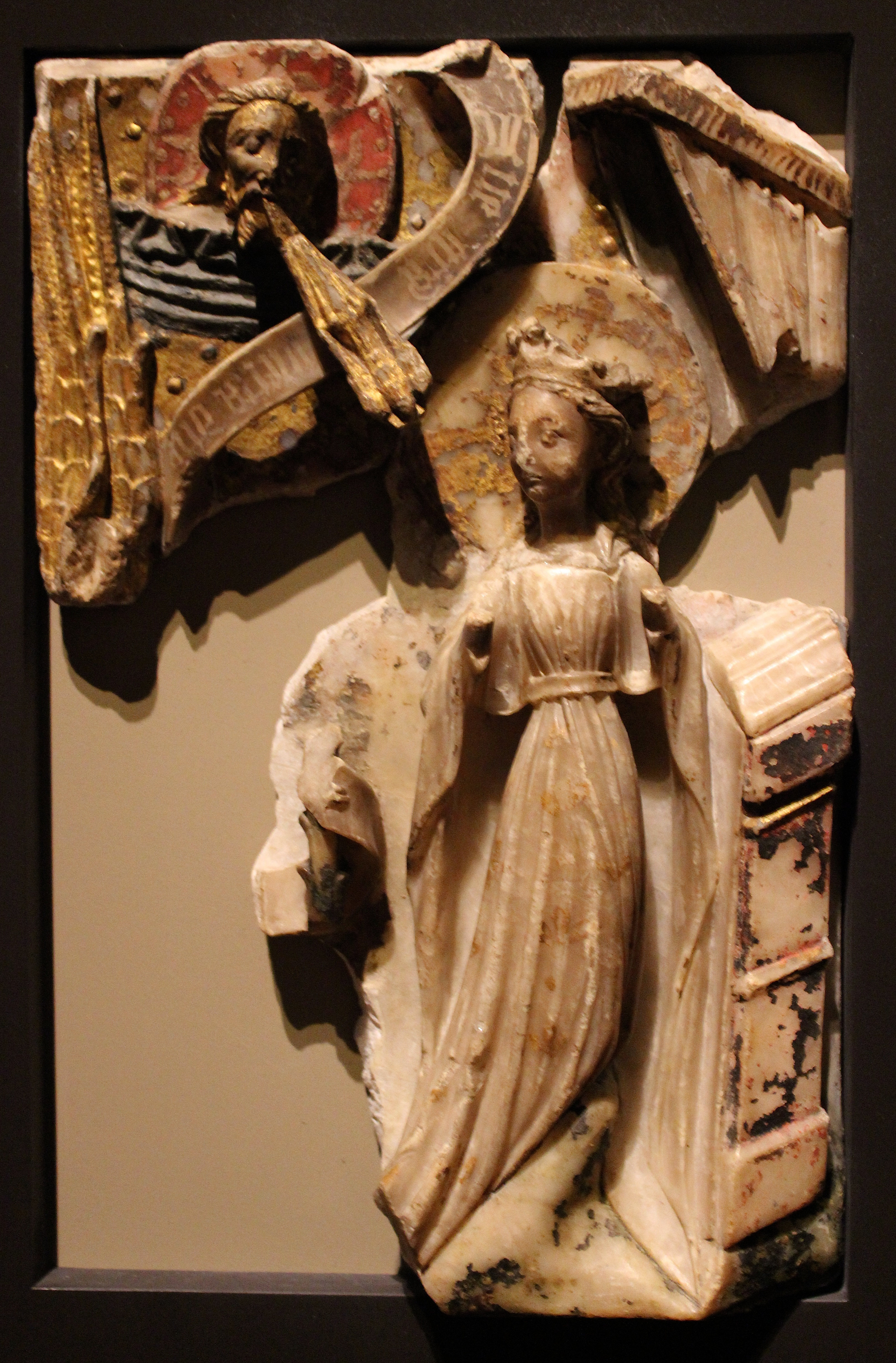
Uno de los paneles del retablo gótico de alabastro que se conserva actualmente en el Museo Arqueológico Nacional de Madrid

Entre las capillas más importantes están la de la Cofradía del Socorro, dedicada y financiada por el duque de Veragua -Pedro Colón de Portugal- al Cristo Moreno o del Socorro como gratitud por la curación milagrosa de su hijo ante su imagen que fue sacada en rogativa el 13 de marzo de 1689. La obra y la cofradía nacieron en 1691. Se trataba de un Crucificado anónimo del siglo XVI, obra probablemente del círculo de Jerónimo Quijano que fue quemado durante la guerra civil española. La capilla ha sido restaurada en 2019, aunque sin la imagen del actual Cristo del Socorro. Otra capilla anexa era propiedad del Ayuntamiento y albergaba la imagen medieval de la Virgen del Rosell flanqueada por cuatro esculturas de los Cuatro Santos, esculpidas por Francisco Salzillo en 1755. Estas cinco imágenes sí fueron salvadas de la quema de iglesias en 1936 por el cronista Federico Casal Martínez y se conservan en la actualidad en el altar mayor de la iglesia de Santa María de Gracia.
También procede de la catedral un importante retablo gótico inglés de alabastro del siglo XIV con escenas de la vida de la Virgen que se encuentra actualmente en el Museo Arqueológico Nacional, junto con otras piezas escultóricas extraídas de la catedral antes de la reconstrucción de Beltrí.
Durante la guerra civil española fue asaltada y destruidos sus altares, retablos e imágenes el 25 de julio de 1936, instalándose en su interior una cárcel política. En 1939 fue bombardeada quedando destruidas las cubiertas y las capillas del lado norte. Permaneciendo abandonada desde entonces.
Esta catedral está incluida en el Plan Nacional de Catedrales que el Ministerio de Cultura tiene para recuperar estos notables edificios, este Templo está declarado Monumento Nacional desde el año 1931 y ratificado en 1971, está protegido al máximo por las leyes de Patrimonio en España, declarada B.I.C (Bien de Interés Cultural)[cita requerida] y protegida, también con el máximo grado, por el Plan General de Ordenación Urbana del municipio de Cartagena, existiendo además un proyecto elaborado por arquitectos de la Universidad Politécnica de la ciudad para la rehabilitación integral del mencionado templo.

## Leyenda y tradición

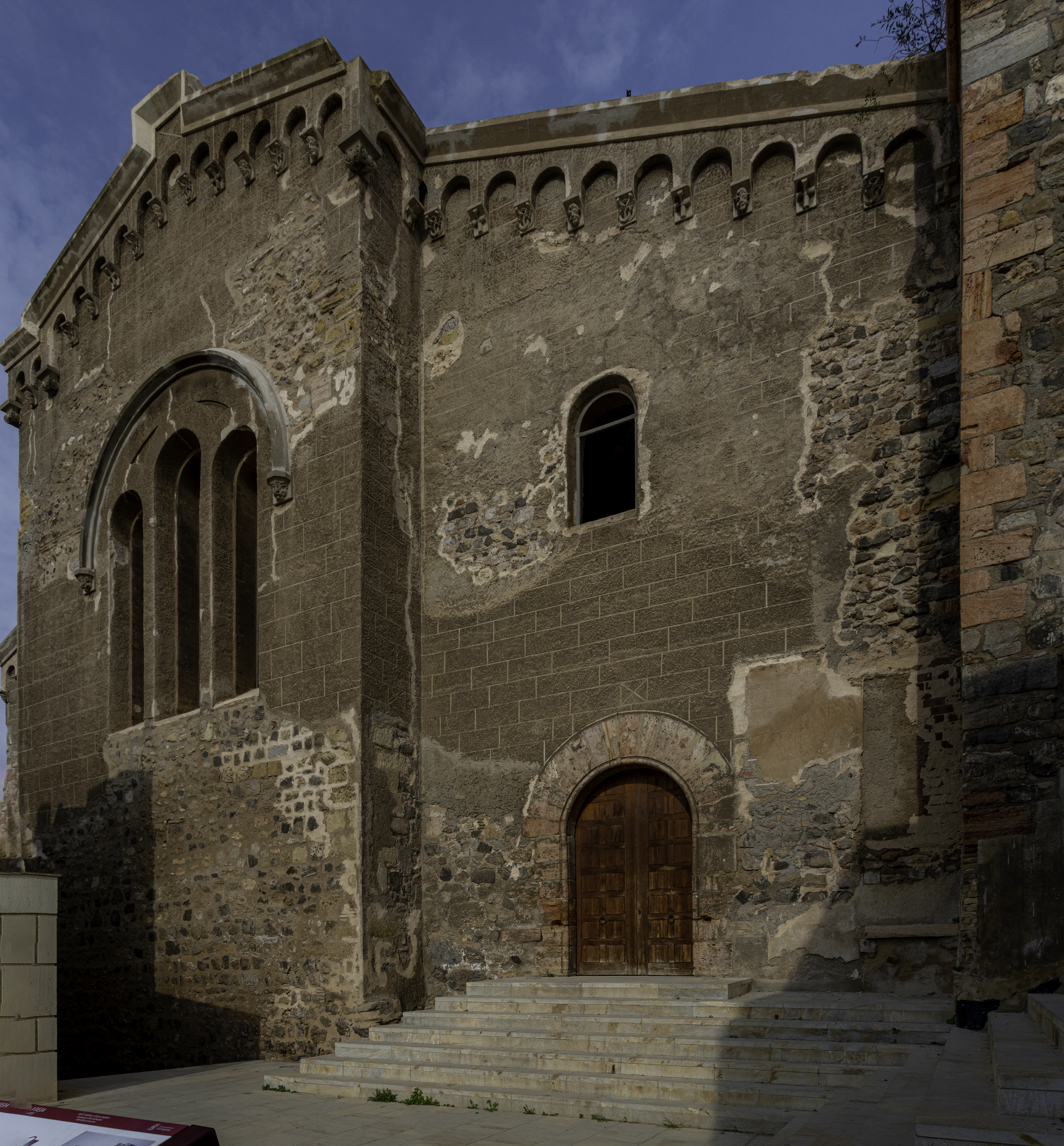
Ruinas del ábside.

Desde el siglo XVII, por obra de Sor María de Jesús de Ágreda, se extendió la leyenda que afirmaba que el Apóstol Santiago desembarcó a mediados del siglo I en Cartagena, en donde dejaría como primer obispo a San Basilio. La religiosa, en su obra “Mística Ciudad de Dios” (siglo XVII), nos dice, por revelación, que Santiago fue el primero que salió de Jerusalén a predicar: "...embarcó en el puerto de Joppe [Palestina] en el año 35 del Señor, ocho meses después del martirio de San Esteban y cinco años antes de la conversión de San Pablo. De Joppe vino Jacobo a Cerdeña, y, sin detenerse en aquella isla, llegó con brevedad a España y desembarcó en el puerto de Cartagena. Gobernado por el Espíritu Santo tomó camino de la ciudad de Accitana (Guadix) y de allí partió para Granada, donde conoció que la mies era copiosa y la ocasión oportuna para padecer trabajos por su Maestro...".
La leyenda es repetida posteriormente por autores como Fray Antonio de Herráiz, en Los quatro misticos rios del paraiso de la Iglesia, obra publicada en Valencia en 1764 o Fray Pablo de San Nicolás, en el tomo XVI de sus obras.
A raíz de esta leyenda de origen reciente, y sin ninguna otra base histórica ni arqueológica, se extendió en ambientes locales la creencia de que el actual edificio pudiera haber constituido la primera iglesia de España fundada por el apóstol Santiago.

## El teatro romano y el futuro de la catedral
Con motivo de las obras llevadas a cabo en las inmediaciones de la catedral para la construcción de un Centro de Artesanía aparecieron los restos de un teatro romano de grandes dimensiones, cuya grada o cavea fue excavada en el cerro donde se encuentra. Sobre parte de esta se levanta uno de los extremos de la catedral, edificado incluso con piedras procedentes del teatro.
El proceso de recuperación del teatro romano y la construcción de un Museo anexo, que se comunica con éste por medio de un túnel bajo la catedral, han suscitado las críticas de quienes piensan que podría destruir parte importante del subsuelo de la misma, algo que descartan los arqueólogos que han supervisado la citada excavación.
En la actualidad, la catedral de Cartagena se encuentra a la espera de que se lleven a la práctica inversiones largamente esperadas para dignificar sus abandonadas ruinas con una consideración histórica, arqueológica, sentimental y religiosa para muchos cartageneros.